# Елеофотография
Елеофотографията е творчески и технико-технологичен експеримент на българския художник Димитър Добрович при неговия престой в Италия.

## Описание
Представлява рисуване с маслени бои върху гърба и по-рядко със завършващи маслени велатури или мазки откъм лицевата страна на фотографско копие по произведения на италиански художници от епохата на Ренесанса, фотографии на негови съвременници – италиански момичета, селяни, негови съграждани, видни Възрожденци.
Наименованието на тази техника е дадено от нейния автор чрез надпис с молив върху един от етикетите, поставени на негови творби – „Елеофотография“. Любопитно е това, че наименованието „хроматография", известно в науката, също има връзка с техническия метод на Димитър Добрович. Преводът на думата, която е от гръцки произход, е „писане с цвят“, а половин век по-късно хроматографията влиза в научно обръщение благодарение на откритието на руски учени. Върху гърба на картона (мокава), върху който е каширана една от неговите елеофотографии, той се подписва по двата начина – с двете имена, които е използвал: Димитриос Добриадис и Димитър Добрович, а над тях на гръцки език е написана само една дума : „о'хромион“ (надписът е увреден и трудно се разчита), т.е. „живописецът" Добрович.
За „художник“ в гръцкия език, а и в българския по онова време в употреба е било едно друго по-популярно наименование, а именно „зограф“. В буквален превод от гръцки това означава „живописец“ т.е. „пишещ живот“ или „пишещ изображения“, но Добрович нарича себе си по друг начин: „Хромион". Ако съществува такава гръцка дума, би трябвало да се преведе по-скоро като „оцветител“ или „оцветвач“ и характеризира именно тази част от неговото творчество, която е свързана с възхода на фотографията и периода на недостиг на цвят в нея. Първоначално в опитите си да „оцветява“ черно-белите фотокопия, Добрович открива не само възможността това да се осъществи посредством непознатия и неизследван метод, наречен по-късно „хартиена хроматография“, но създава и своя нова живописна техника, в която фотографската снимка е не просто копие на оригинала, а се превръща в органично включен елемент в структурата на едно съвсем ново по своята същност художествено произведение наречено от него „Елеофотография".
Добрович е автор на новата живописна техника „елеофотография“ и в края на живота си чрез нея изразява своите впечатления от странстванията на едно сливенско „овчарче“ в Европа, своя възторг и разочарования. Може да се каже, че за времето си той е бил „модерен“ художник, скъсал отдавна с традицията, търсещ не само нови, светски сюжети в своето творчество, но и модерността на своето време в едно техническо и научно откритие, каквото е фотографията.

## Техника и технология
Боите откъм гърба на фотографията са нанесени ескизно, в плътен, покривен слой, без грунд или друг вид изолиращо покритие върху хартията. Най-често използваните пигменти са полупокривни и велатурни, от органичен произход (бои-лакове), смесени с оловна бяла. Това рисуване с боя няма никаква художествена стойност и не може да се разглежда като самостоятелно художествено произведение, а само като част от творческия процес. Използваният метод по-късно е „открит“ за науката като хроматография – хартиена хроматография. След това художникът е залепвал с туткалени лепила своето произведение, като за целта е правил експерименти с различни видове основи – хартия, картон (мукава), дървена дъска, платно. Има случаи, в които след време той е „раздублирал“ елеофотографията от нейната първоначална основа, за да я пренесе върху нова, по-надеждна, какъвто е случаят с „Автопортрета на Рафаело“, залепен върху дървена дъска с дебелина не повече от сантиметър – при реставрация върху гърба на маслената боя са открити следи от хартията, която първоначално е служила за основа (останките от нея са „споени“ с тази част от боята, която не е била достатъчно добре засъхнала преди нейното залепване). Творческият метод на Добрович е имал многобройни технико-технологични проблеми, произтичащи от разнообразното естество на използваните материали – хартия, маслена боя, платно, картон или дъска, които по различен начин реагират на външни фактори.
В своите живописни интерпретации върху фотографски отпечатък по шедьоври на Рафаело, Перуджино, Гуидо Рени и др., Добрович акцентира с цвят върху отделни детайли, като по този начин познатите изображения изглеждат по нов начин. В това свое технико-технологично увлечение на практика използва метода за разделяне на смеси, известен по-късно като „хроматография“. В конкретния случай свързвателят на боите е „подвижна фаза“, а хартията – „неподвижна фаза“. В зависимост от дисперсността на частиците на пигмента, преминаването им през неподвижната фаза среща различно съпротивление от страна на целулозните нишки и лепилния свързвател на хартията, при което пигментната смес се разделя на съставните си компоненти и частиците на различните пигменти „мигрират“ към повърхността на неподвижната фаза по различен начин, като само органичните преминават напълно през нея, утаявайки се върху съответната част на изображението. Най-финнодисперсните частици на един пигмент, които са равномерно диспергирани в „подвижната фаза“, органичните бои и бои-лакове, които частично са разтворени в нея, могат да проникнат напълно през „неподвижната фаза“. Пигментите със средна големина на частиците, но под 1 микрон, преминават ненапълно през слоевете на хартията, като само обогатяват нюанса на боята и целия колорит. „Тежки“ пигменти, като оловна бяла, с големина на частиците около и над микрон, най-слабо се придвижват през слоевете и остават като бял грунд под хартията. Платното, върху което е залепено фотографското копие или картона (ако е каширано върху мукава), изпълнява функцията на същинска основа, а лаковият слой – ролята на „лупа“, която оптически „изважда" цвета и той става видим на повърхността без да е положен непосредствено върху нея, разбира се с изключение на случаите, в които Добрович е дорисувал своето произведение с бои и откъм лицевата страна. Фотографията е неделима част от творбата, а не служи като нейна основа, каквото е традиционното приложение на хартията в технологията на живописта.
За да усили оптично този колоритен ефект, Димитър Добрович използва лаково покритие, като начина на полагането му върху повърхността на елеофотографията е различен в зависимост от творческия замисъл. Първоначално той го е полагал в много плътен и покривен слой върху цялото изображение, както при маслена картина и има повече защитна функция – след време в резултат на окисление, започва да потъмнява и губи оптичните си свойства. В други елеофотографии той е лек и прозрачен, или положен само върху детайл, върху който се акцентира (освен с цвят, допълнително и с оптичния ефект на лаковия слой).
Това физико-химично и оптично явление, отдавна известно на италианските художници, е наречено „пентименто“, т.е. „миграция“ на изображение или пигмент от долулежащите слоеве на картината върху нейната повърхност. Забележително е това, че българският художник Димитър Добрович е бил заинтересуван от него при своя престой в Италия и прави експеримент с този физичен феномен в своето творчество.
Методът на хартиената хроматография е открит и дефиниран половин век по-късно, което за научния прогрес от средата на 19 век е твърде много време. Може да се каже обаче, че негов „кръстник“ е един художник – Димитриос Добриадис, т.е. българският художник Димитър Добрович, който използва този метод преди да бъде открит, с което несъмнено е допринесъл и за неговото откриване. В потвърждение на тази хипотеза е гръцкият произход на думата независимо от факта, че в научно обръщение тя е въведена от руски учени. За елеофотографията като живописна техника някои изкуствоведи използват още един термин, а именно „методът Добрович“. Елеофотографията или „методът Добрович“ от една страна бележат крачка напред в науката с използването на хартиената хроматография, от друга очертават насоките за усъвършенстване на самата фотография. Репродукциите на цветни картини за нуждите на пазара са подтикнали изобретатели и учени да положат усилия за намирането на други – чисто фотографски, а не живописни техники, които да възпроизвеждат цвета на обекта във фотографското копие. Така по различни пътища се е стигнало до откриването на цветната фотография, а експериментите на Добрович и неговите творчески интерпретации върху произведения на италиански майстори остават „в полето на изкуството“ само като един любопитен творчески акт.